# Ferula tadshikorum
Ferula tadshikorum är en flockblommig växtart som beskrevs av Pimenov. Ferula tadshikorum ingår i släktet stinkflokesläktet, och familjen flockblommiga växter. Inga underarter finns listade i Catalogue of Life.